# Ячмінь дворядний
Ячмінь дворядний (Hordeum vulgare subsp. vulgare) — підвид ячменю звичайного (Hordeum vulgare), виду трав'янистих рослин з роду ячмінь родини злаки.

## Опис
У дворядного ячменю всі зернівки симетричні, за формою видовжені, ромбічні або еліптичні, у багаторядного симетричні лише середні зернівки на виступі членика, бічні несиметричні: трохи менші за розміром, в основі злегка увігнуті. У борозенці нижньої частини зернівки знаходиться так звана основна щетинка — довгаста лусочка, яка в одних сортів ячменю покрита довгими волосками (довго-волосиста), в інших — коротковолосиста повстяно опушена.